# Dvoranski hokej
Dvoranski hokej je zimska različica hokeja na travi. Kot pove že ime samo se igra v dvorani in sicer na  igrišču za rokomet. Ekipo sestavljajo 5 igralcev in vratar, 6 igralcev pa je na klopi za rezervne igralce. Strelni prostor je omejen na 9 metrski polkrog. Razen pri strelu na gol, žogico ni dovoljeno dvigovati. Igrišče je omejeno z ogrado (bando), višine 10 cm in debeline 10 cm. Postavljena je ob avt liniji, ob gol avt liniji pa je ni! Igra se dva polčasa po 20 minut.
Dvoranski hokej je priljubljen predvsem v Evropi igrajo pa ga tako moški, kot ženske. Daleč najuspešnejša reprezentanca in klubi  prihajajo iz Nemčije. V Sloveniji dvoranski hokej igrajo samo v Prekmurju in sicer vse ekipe, ki igrajo tudi hokej na travi. Državni prvaki pa se redno udeležujejo evropskih klubskih prvenstev, kjer kotirajo od 16. do 24. mesta. 

## Zgodovina
Dvoranski hokej se je v petdesetih letih dvajsetega stoletja razvil v Nemčiji in se nato hitro razširil tudi v sosednje države. Nemška zveza je leta 1966 na pobudo Belgijca Rene Franka izdala prva pravila dvoranskega hokeja. Mednarodna zveza za hokej na travi (FIH) pa je dvoranski hokej uradno vzela pod svoje okrilje leta 1968. Evropska hokejska zveza (EHF) je leta 1974 uvedla evropska prvenstva. Kasneje, leta 1990 pa še evropska klubska prvenstva.
V Sloveniji se je dvoranski hokej pojavil leta 1983, ko je HK Pomurje v takratni medrepubliški ligi doseglo 2. mesto. Od takrat naprej je dvoranski hokej stalnica tudi v Sloveniji.  Aktivni so predvsem klubi, medtem ko reprezentanca le občasno odigra kakšno tekmo.